# Melectoides kiefferi
Melectoides kiefferi är en biart som först beskrevs av Jörgensen 1912.  Melectoides kiefferi ingår i släktet Melectoides och familjen långtungebin. Inga underarter finns listade i Catalogue of Life.